# Catedral de San Pedro (Matagalpa)
La Catedral de San Pedro apóstol o simplemente Catedral de Matagalpa es el nombre que recibe un edificio religioso de la Iglesia católicaque se encuentra en la ciudad de Matagalpa capital del departamento del mismo nombre, en el país centroamericano de Nicaragua. Como su nombre lo indica esta dedicada a Simón Pedro uno de los doce Apostóles de Jesús de Nazaret y También Papa de La Iglesia católica
La actual estructura de estilo barroco empezó como un templo parroquial bajo el impulso de la Compañía de Jesús en 1874, para 1879 fue termina la parte central, pero las obras se detuvieron en 1881. Fue abierta finalmente en enero de 1897. Solo en 1924 recibió el título de Catedral.
En el interior posee estatuas de madera y esculturas de alto relieve, posee 3 naves y grandes campanarios a ambos lados. Es la tercera catedral más grande del país  

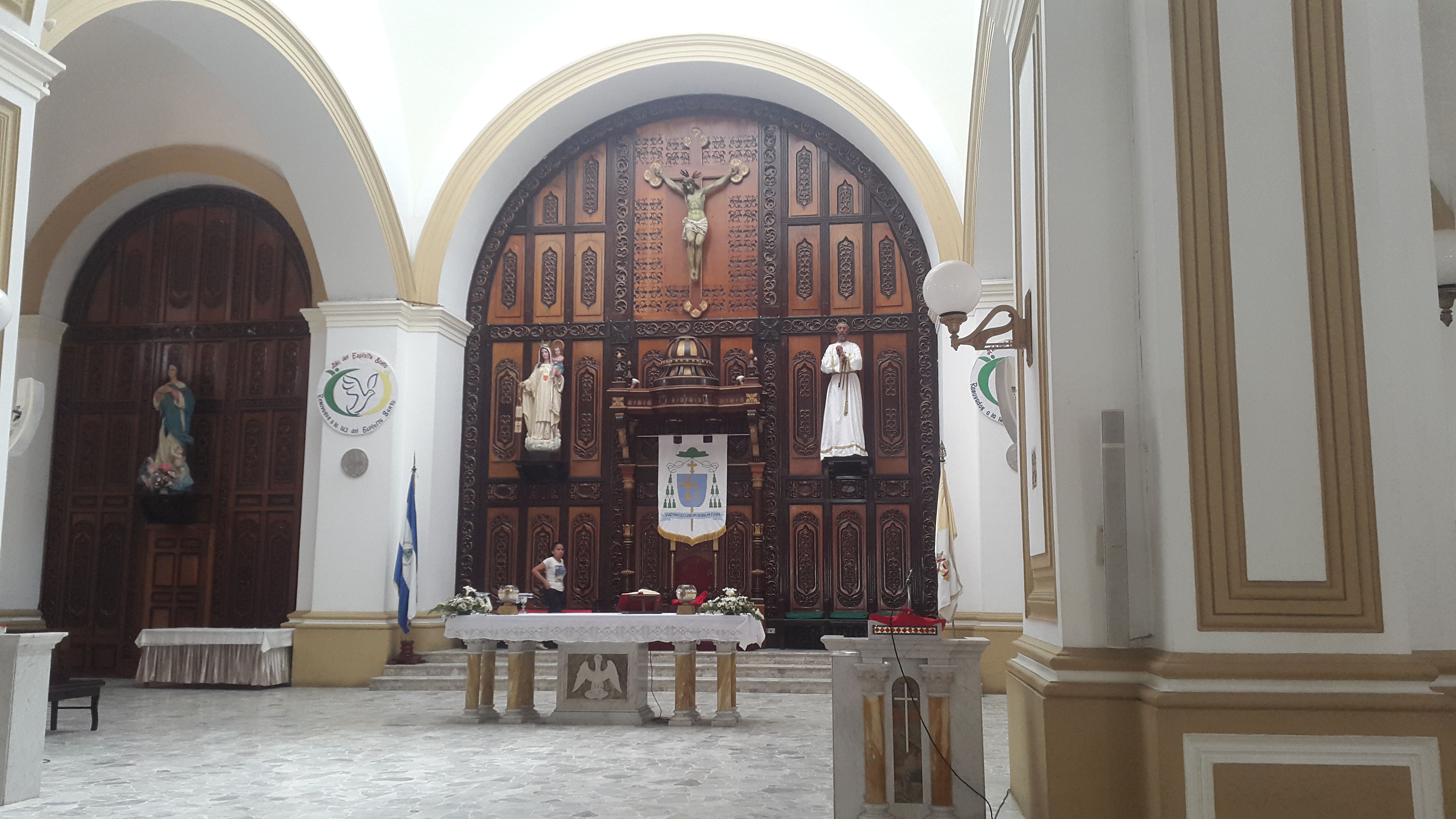
Vista al Altar - Catedral San Pedro

Se trata de un templo que sigue el rito romano o latino y es la iglesia principal de la diócesis de Matagalpa (Dioecesis Matagalpensis) que fue creada por el Papa Pío XI mediante la bula 'Animarum saluti'.
En el templo se encuentran los restos del primer obispo de la Diócesis de Matagalpa, Isidro Carrillo y Salazar bajo la escultura de Jesús buen Pastor.  

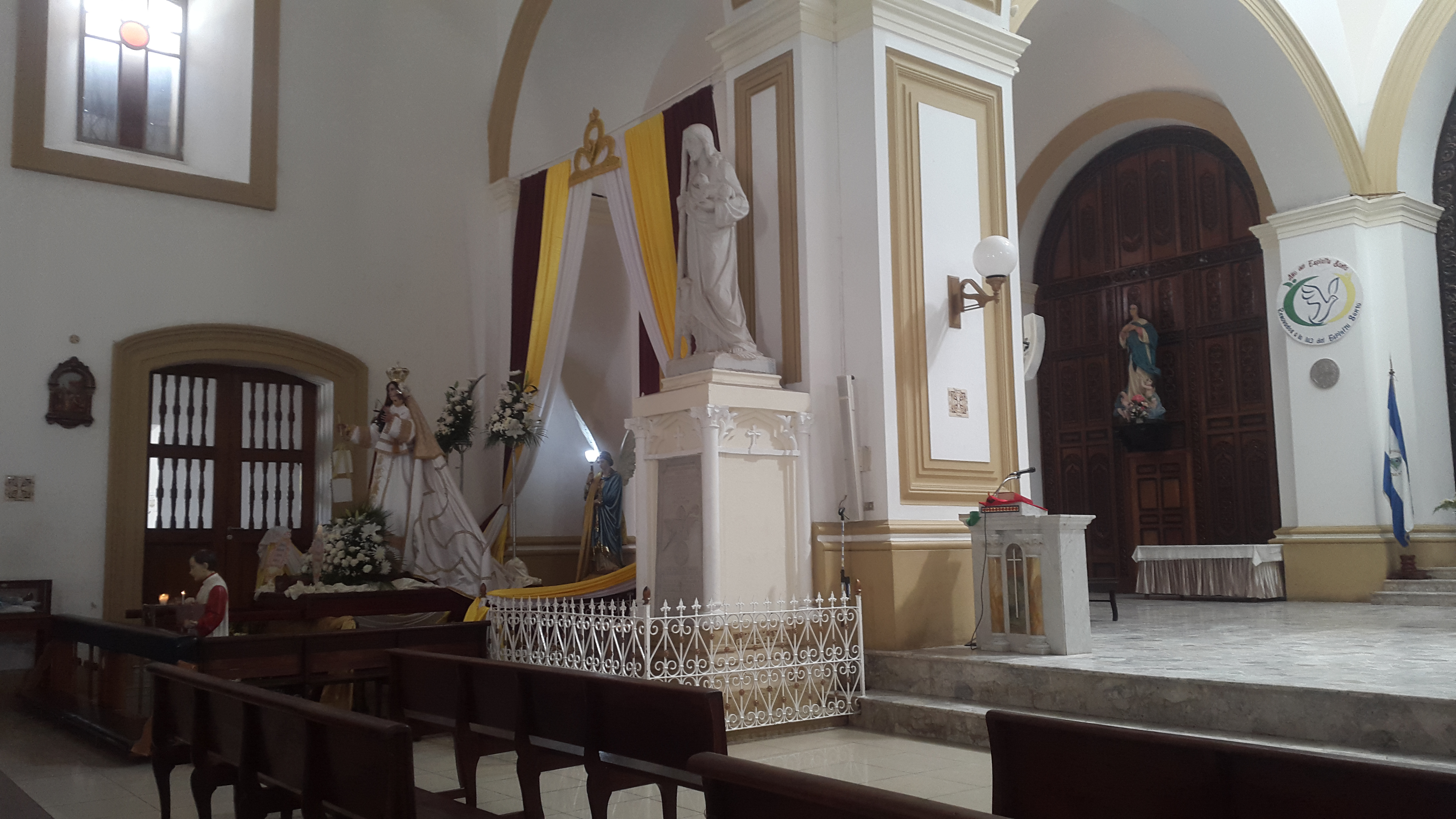
Escultura de Jesús Buen Pastor

Esta bajo la responsabilidad pastoral del obispo Rolando José Álvarez Lagos. 

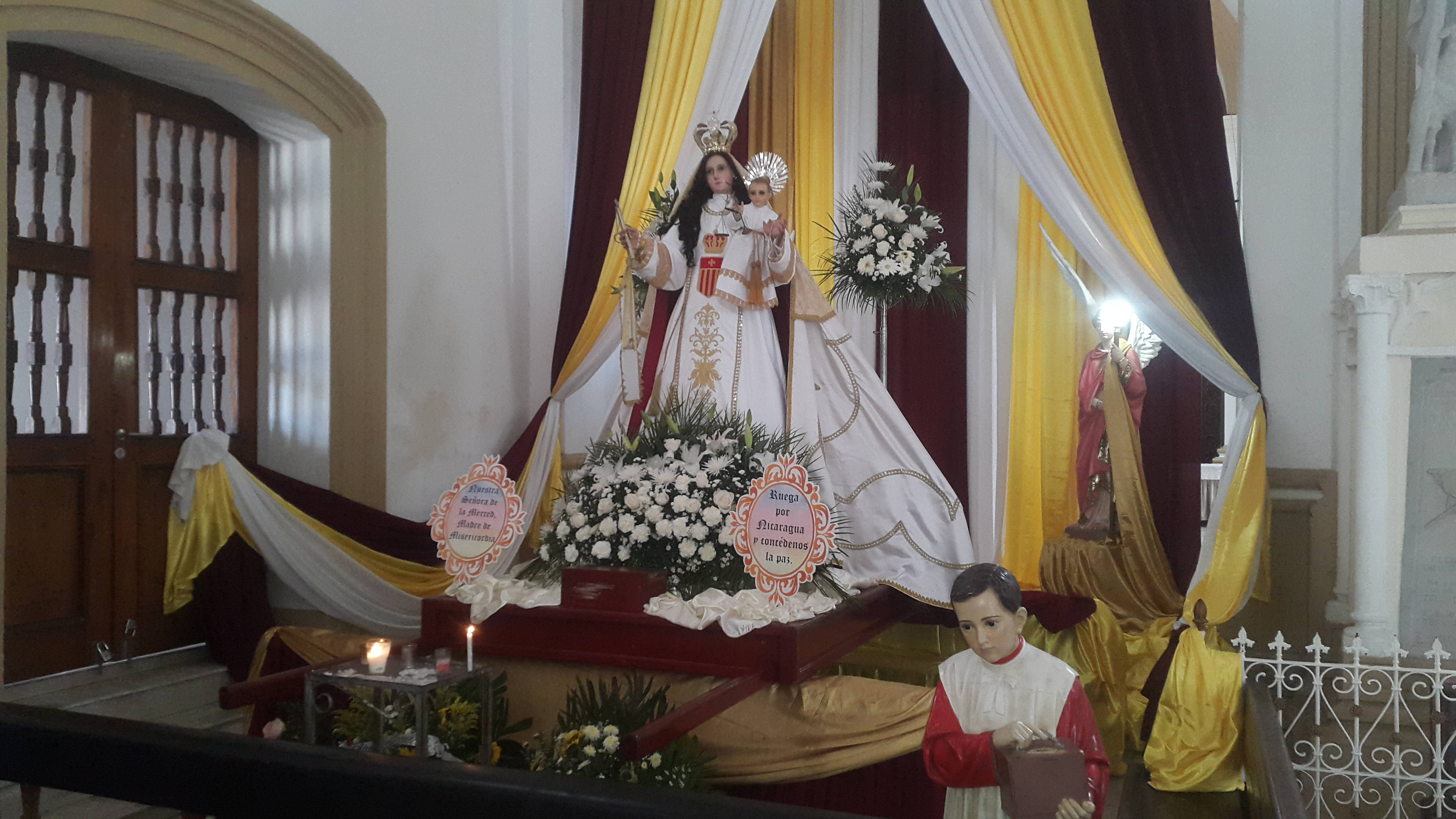
Nuestra Señora de la Merced - Matagalpa

## Véase también

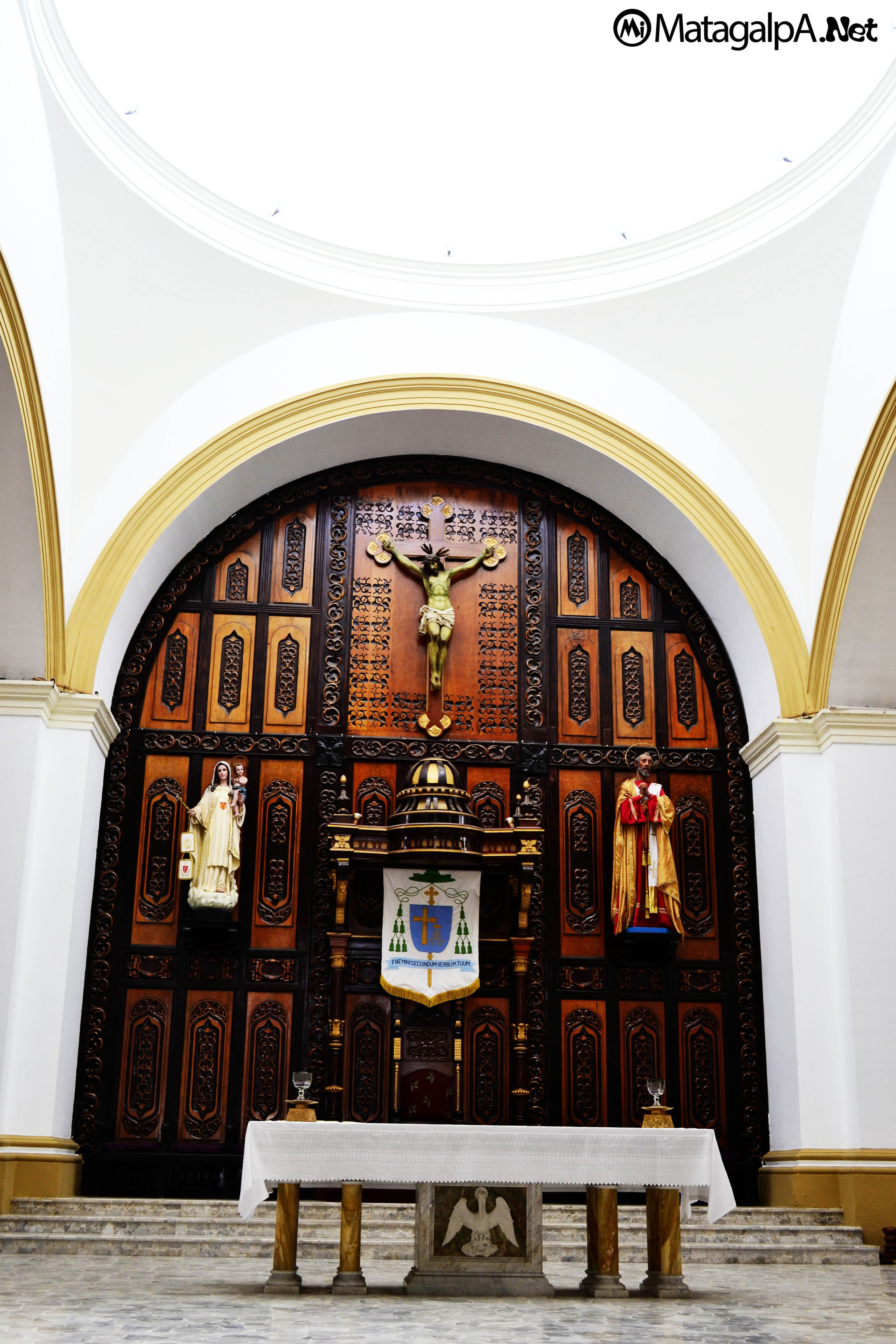
Vista interna